# 北マケドニア人の一覧
北マケドニア人の一覧（きたマケドニアじんのいちらん）は、著名な北マケドニア人を一覧化したものである。

## あ行
- ジョルゲ・イヴァノフ、大統領

## か行
- アレクサンダー・キティノフ、テニス選手
- キロ・グリゴロフ、大統領、軍人
- ニコラ・グルエフスキ、首相

## た行
- ブラド・タネスキ、犯罪ジャーナリスト。後に連続殺人犯として逮捕されている
- ブランコ・ツルヴェンコフスキ、大統領、首相

## は行
- ヴラド・ブチュコフスキ、首相

## ま行
- ミルチョ・マンチェフスキ、映画監督